# Варіпатанченай-01
Грама Ніладхарі Варіпатанченай-01 (№ IR/85) — Грама Ніладхарі підрозділу ОС Ерагама, округ Ампара, Східна провінція, Шрі-Ланка.

## Демографія
| Населення (2007) | Населення (2007) | Населення (2007) | Населення (2007) | Населення (2007) |
| Населення        | Чоловіки         | Жінки            | Діти             | Дорослі          |
| ---------------- | ---------------- | ---------------- | ---------------- | ---------------- |
| 1253             | 621              | 632              | 569              | 684              |